# صمم شيخوخي
الصمم الشيخوخي أو فقدان السمع المرتبط بالسن هو نوع من أنواع الصمم الحسي العصبي المتزايد، يحدث بسبب تأثير الشيخوخة التنكسي على قوقعة الأذن أو التراكيب المرتبطة بالأذن الداخلية أو الأعصاب السمعية، ويظهر هذا الصمم بوضوح تجاه الترددات العالية.
يتسبب في حدوث الصمم الشيخوخي مزيجا من العوامل الوراثية، والتعرض البيئي المتراكم، والتغيرات الفسيولوجية المرضية المتعلقة بالشيخوخة. ولا توجد تدابير وقائية معروفة ضد الصمم الشيخوخي في الوقت الحالي؛ ويُعالج الصمم الشيخوخي بسماعات الأذن أو الزرع الجراحي.
يُمثل الصمم الشخوخي السبب الأكثر شيوعًا للصمم، حيث يصاب به واحد من كل ثلاثة أشخاص في عمر 65 عامًا، وواحد من كل اثنين في عمر 75 عامًا، كما يُعتبر الصمم الشيخوخي ثاني أكثر الأمراض شيوعا في المسنيين بعد التهاب المفاصل.
لا تصاب العديد من الفقاريات مثل الأسماك والطيور والبرمائيات بالصمم الشيخوخي أثناء الشيخوخة، وذلك لأنها قادرة على تجديد خلايا القوقعة الحسية، في حين أن الثدييات (ومن بينها البشر) تفقد بشكل وراثي هذه القدرة التجديدية.

## الأعراض
تشمل الأعراض الأولية:
- انخفاض وضعف الأصوات أو الكلام بالنسبة للمصاب
- الحاجة إلى رفع صوت التلفزيون والراديو وغيرها من مصادر الصوت
- صعوبة في استخدام الهاتف
- فقدان القدرة على تحديد اتجاه مصدر الصوت
- صعوبة في إدراك الكلام، وخاصة كلام النساء والأطفال (لارتفاع تردد صوتيهما)
- صعوبة في تمييز كلام الأشخاص عن ضجيج الأصوات الأخرى (الأصوات الخلفية)

وتشمل الأعراض الثانوية:
- احتداد السمع، وهو زيادة الحساسية تجاه بعض درجات وترددات الصوت
- طنين الأذن أو الرنين أو الأز أو الأصوات الأخرى في الأذن عند عدم وجود صوت خارجي

يحدث الصمم الشيخوخي عادة بعد سن 50، غير أنه تبين أن التدهور في السمع يبدأ مبكرًا، بدءًا من سن 18 عامًا تقريبًا، ويُظهر معيار الأيزو 7029 التغييرات المتوقعة في الحد الأدنى بالنسبة لعمر في العينة التي تم فحصها بعناية (بعد استثناء مرضى الأذن والمتعرضين للضوضاء) بجانب الاستناد إلى التحليل التلوي للبيانات المنشورة. وتبين أن العمر يؤثر على الترددات العالية أكثر من المنخفضة، وعلى الرجال أكثر من النساء، وتشير إحدى النتائج المبكرة إلى أنه حتى الشباب قد يفقدون القدرة على سماع النغمات عالية التردد فوق 15 - 16 كيلو هرتز. وعلى الرغم من ذلك فقد يصبح الصمم الشيخوخي ملحوظًا في وقت لاحق من العمر، فإنه يمكن أن يتفاقم بسبب التعرض للضوضاء البيئية، والذي يسبب فقد السمع الناجم عن الضوضاء، كما قد يتفاقم الصمم الشيخوخي بسبب التعرض للأدوية والمواد الكيميائية السامة للأذن.
بمرور الوقت يصبح الاستماع إلى الأصوات عالية التردد أكثر صعوبة، ويتأثر إدراك الكلام، خاصةً الصفير والصمت الاحتكاكي، ويعبر المرضى عادة عن تدنى القدرة على فهم الكلام، وبمجرد وصول فقدان السمع إلى مدى 2 - 4 كيلو هرتز فإنه يكون هناك صعوبة متزايدة في فهم الحروف الصامته، وعادة ما تصاب كلتا الأذنان، ويتوقف تأثير الصمم الشيخوخي على التواصل بعامل شدة الصمم والطرف المشارك في الحوار أثناء التواصل.

## الأسباب
تتضمن عملية الشيخوخة ثلاثة مكونات مميزة: التنكس الفسيولوجي، الأضرار الخارجية، والأضرار الداخلية، وترتكز هذه العوامل على الوراثة، وقد تطغى عليها زيادة القابلية العامة للإصابة بالأمراض والاضطرابات أثناء الشيخوخة.
لا يتوقف الصمم على عامل الشخوخة وفقط، ففي مجتمعات ما قبل الثورة الصناعية كان السكان يتمتعون بحاسة السمع حتى في سن الشيخوخة،[بحاجة لمصدر] وفي دراسة فوج فرامنغهام فقد أمكن تفسير الأمر بأن 10% فقط من ضعف حاسة السمع المصاحبة للشيخوخة تكون بسبب التدهور الفسيولوجي المرتبط بالعمر، فيما سادت العوامل الوراثية في مجموعات الأقارب.

## الفيزيولوجيا المرضية
هناك أربعة أنماط ظاهرية مرضية للصمم الشيخوخي:
- الحسي: ويتميز بتنكس عضو كورتي (العضو الحسي للسمع)، ويحتوي على خلايا مشعرة ذات أهداب ساكنة تمتد إلى الغشاء السقفي، وتلعب خلايا المشعرة الخارجية في عضو كورتي دورًا مهمًا في تضخيم الصوت كما أنها حساسة للغاية تجاه العوامل الخارجية والداخلية، وفي حالة تلف الخلايا المشعرة الخارجية فإنها لا تتجدد مما ينتج عنه فقد في حساسية السمع.
- العصبي: ويتميز بتدهور خلايا العقدة الحلزونية.
- الخطي/الأيضي: ويتميز بضمور الأوعية الدموية في كل منعطفات القوقعة، حيث تحتوي هذه الأوعية على مضخات الصوديوم والبوتاسيوم المسؤولة عن إنتاج جهد الراحة للميف الداخلي، وبتقدم العمر يؤدي فقدان الشعيرات الدموية إلى زيادة صعوبة الإبقاء على جهد الليمف الداخلي ثابتا، مما يؤدي إلى انخفاض في جهد القوقعة.
- توصيلي / قوقعي: ويحدث بسبب تصلب الغشاء القاعدي مما يؤثر على حركته، مع ملاحظة أن هذا النمط المرضي لم يتم تأكيده كأحد العوامل المساهمة في صمم الشيخوخة.

## التشخيص
يُصنف الصمم باعتبار كونه بسيط أو معتدل أو شديد أو بالغ الشدة، ويستخد أثناء قياس السمع الترددات 250 و 500 و 1000 و 2000 و 4000 و 6000 و 8000  هرتز بشكل تقليدي بغرض تصنيف درجة الصمم في كل أذن، ويُعتبر الحد الأدنى لحساسية السمع العادي 25  ديسيبل، رغم اقتراح البعض أن هذا الحد مرتفع للغاية، وأن 15 ديسيبل يُعتبر أكثر نموذجية، ويصل الحد الأدني في الصمم البسيط إلى 25-45 ديسيبل، فيما يصل في الصمم المعتدل إلى 45-65 ديسيبل، ويصل في الصمم الشديد إلى 65-85 ديسيبل، ويصل في الصمم البالغ الشدة إلى أعلى 85 ديسيبل.

### تنظير الأذن
يُجري الطبيب فحص لقناة الأذن الخارجية والغشاء الطبلي باستخدام منظار الأذن، وهو أداة رؤية تدخل في الأذن، وتسمح بفحص الأذن الوسطى أيضا من خلال الغشاء الطبلي الشفاف.

### قياس الطبل
يُجري الطبيب فحص للغشاء الطبلي ووظيفة الأذن الوسطى باستخدام قياس الطبل، وذلك عبر أداة لضغط الهواء / الموجة الصوتية لداخل قناة الأذن، ويُظهر رسم الطبل حجم قناة الأذن، وضغط الأذن الوسطى، ومرونة الغشاء الطبلي.

### دراسات مختبرية
وتشمل فحوصات الدم أو الأمصال لاستكشاف العلامات الالتهابية مثل التي ترتفع أثناء أمراض المناعة الذاتية.

### قياس قوة السمع
يتضمن اختبار السمع قياس سمع النغمة النقية وإدراك الكلام لتحديد مدى وطبيعة الصمم، وتمييز الصمم الشيخوخى عن أنواع الصمم الأخرى.

### التصوير بالرنين المغناطيسي
قد يُجرى تصوير بالرنين المغناطيسي لفحص العيوب الوعائية والأورام والمشاكل الهيكلية كجزء من التشخيص التفريقي.

## العلاج
لا توجد إجراءات وقائية أو علاجية للصمم الشيخوخي في الوقت الحاضر، كونه اضطراب حسي في المقام الأول، ويعتمد التعامل مع الحالة على سماعات الأذن أو زراعة القوقعة وإعادة التأهيل السمعي